# ألبرت دوست
ألبرت دوست هو سياسي كندي، ولد في 4 نوفمبر 1942 في باثرست ‏ في كندا. انتخب عضو الجمعية التشريعية لنيو برونزويك ‏.